# Kenneth III d'Escòcia
Kenneth III d'Escòcia (gaèlic escocès: Cináed mac Duib)  (segle X - Tayside, 25 de març de 1005) fou rei d'Escòcia del 997 al 1005, fill de Dubh (Dub mac Maíl Coluim). Deposà Constantí III, però només va governar en una part del país. Va morir en la batalla de Monzievaird el 25 de març del 1005. Moltes de les fonts escoceses es refereixen a ell com a Giric fill de Kenneth fill de Dub, la qual cosa es considera un error. Una explicació alternativa és que Kenneth va tenir un fill, Giric, que va governar conjuntament amb el seu pare.